# Hyrrokin
Hyrrokin eller Hyrrokken var i den nordiske mytologi en jættekvinde, der bor i Jernskoven i Jotunheim. Hun føder adskillige jætter i ulveskikkelse med Fenrisulven som far. Mor til Hate, Månegarm og Skoll.
Det var Hyrrokin, der blev tilkaldt ved Balders bålfærd, da Ringhorne, det største vikingeskib i Asgård, skulle trækkes ud i vandet. Ingen, end ikke Asator, havde styrken til det – undtagen Hyrrokin, som klarede det med én hånd.
Hun rider på en stor ulv, med en hugorm som tømme.
| Nordisk mytologi | Spire Denne artikel om nordisk religion og mytologi er en spire som bør udbygges. Du er velkommen til at hjælpe Wikipedia ved at udvide den. |